# روري بورنس
روري بورنس (26 أغسطس 1990 في المملكة المتحدة - ) (بالإنجليزية: Rory Burns)‏ هو لاعب كريكت بريطاني. لعب مع نادي مقاطعة سري للكريكت ‏.

## وصلات خارجية
- روري بورنس على موقع إي آس بي آن كريك إنفو (الإنجليزية)